# Osbornellus trinax
Osbornellus trinax (лат.) — вид цикадок рода Osbornellus из подсемейства Deltocephalinae (Cicadellidae). Коста-Рика.

## Описание
Мелкие цкадки, длина тела 5,7 — 6,7 мм. Внешне очень похож на O. anonae, но на эдеагусе O. trinax при виде с вентральной стороны вентральные отростки сходятся дистально, тогда как у O. anonae они расходятся. Основная окраска желтовато-коричневая с тёмными отметинами. Усики длинные. Лицо удлинённое, тупо-треугольное. Наличник удлинённо расширенный на вершине; щёки широкие. Вид был впервые описан в 2010 году в ходе ревизии региональной фауны энтомологами Edwin Domínguez (Insect Collection, Smithsonian Tropical Research Institute, Panama City, Панама) и Carolina Godoy (Museo de Zoología, Universidad de Costa Rica, San Pedro de Montes de Oca, Монтес-де-Ока, Коста-Рика).